# Slovačka reprezentacija u hokeju na ledu
Slovačka reprezentacija u hokeju na ledu predstavlja državu Slovačka u športu hokeju na ledu. Krovna je organizacija Slovenský zväz ľadového hokeja (Slovački savez hokeja na ledu). Trener je Kanađanin Craig Ramsey.

## Medalje
- Olimpijske igre:
  - prvaci: nikad
  - doprvaci: nikad
  - treći: 2022.

- Svjetsko prvenstvo:
  - prvaci: 2002.
  - doprvaci: 2000., 2012.
  - treći: 2003.

## Rezultati
| Turnir                 | Plasman |
| ---------------------- | ------- |
| Zimske olimpijske igre |         |
| Sochi 2014.            | 11.     |
| Vancouver 2010.        | 4.      |
| Torino 2006.           | 5.      |
| Salt Lake City 2002.   | 13.     |
| Nagano 1998.           | 10.     |
| Lillehammer 1994.      | 6.      |
| Svjetsko prvenstvo     |         |
| Češka 2015.            | 9.      |
| Bjelorusija 2014.      | 9.      |

## Slovačka na Svjetskom prvenstvu 2015.
| Broj | Pozicija | Ime                | Klub                  |
| ---- | -------- | ------------------ | --------------------- |
| 3    | D        | Adam Jánošík       | Košice                |
| 7    | D        | Ivan Baranka       | Slovan Bratislava     |
| 8    | D        | Michal Sersen      | Slovan Bratislava     |
| 12   | F        | Marián Gáborík     | Los Angeles Kings     |
| 13   | F        | Tomáš Jurčo        | Detroit Red Wings     |
| 14   | D        | Andrej Meszároš    | Buffalo Sabres        |
| 19   | F        | Michel Miklík      | Amur Khabarovsk       |
| 22   | F        | Vladimír Dravecký  | Oceláři Třinec        |
| 25   | F        | Marek Viedenský    | HPK                   |
| 26   | D        | Juraj Mikuš        | Sparta Praha          |
| 28   | F        | Richard Pánik      | Toronto Maple Leafs   |
| 42   | G        | Branislav Konrád   | Dukla Trenčín         |
| 43   | F        | Tomáš Surový       | ’05 Banská Bystrica   |
| 50   | G        | Ján Laco           | Barys Astana          |
| 51   | D        | Dominik Graňák – A | Fribourg-Gottéron     |
| 55   | F        | Mário Bližňák      | Plzeň                 |
| 56   | F        | Marko Daňo         | Columbus Blue Jackets |
| 61   | F        | Milan Bartovič – A | Slovan Bratislava     |
| 68   | D        | Milan Jurčina      | Dinamo Riga           |
| 71   | D        | Marek Ďaloga       | Sparta Praha          |
| 79   | F        | Libor Hudáček      | Slovan Bratislava     |
| 82   | F        | Tomáš Kopecký – C  | Florida Panthers      |
| 88   | G        | Július Hudáček     | Örebro                |
| 90   | F        | Tomáš Tatar        | Detroit Red Wings     |
| 97   | F        | Patrik Lušňák      | Yunost Minsk          |

## Vanjske poveznice
- Službena stranica Slovačkog saveza hokeja na ledu (Slovenský zväz ľadového hokeja) na slovačkome